# António Aboim Inglês
António Lobo de Aboim Inglês (Aljustrel, 30 de junho de 1869 - Aljustrel, 18 de outubro de 1941) foi um político português, responsável pelo ministério da Agricultura de 3 de Setembro a 19 de Outubro de 1921, no governo chefiado por António Granjo, durante a Primeira República Portuguesa. Engenheiro de minas de formação, foi director das minas de S. Miguel de Huelva (Espanha) e professor catedrático do Instituto Superior Técnico da Universidade Técnica de Lisboa.

## Biografia

### Nascimento e Família
Nascido a 30 de junho de 1869 em Aljustrel, António Lobo de Aboim Inglês (ou Inglez na ortografia antiga) era filho de Joaquim António de Paula Aboim Inglês e de Maria José Benedita da Silva Lobo.

### Casamento
Casou-se com Maria Luísa Morais Lopes de Aboim Inglês de quem teve oito filhos: Maria Benedita Lopes de Aboim Inglês (1897-1977), casada com Ernesto Fernandes Paneiro (1895-), Carlos Lopes de Aboim Inglês (1899-1942), engenheiro químico e ativista antifascista casado com Maria Isabel Hahnemann Saavedra Aboim Inglês (1902-1963), Francisco Lopes de Aboim Inglês (1902-1970), Maria Luísa Lopes de Aboim Inglês Barata (1904-1987), casada com Renato Caseiro Barata (1902-1966), Maria Antónia de Aboim Inglês (1909-2000), António Lopes de Aboim Inglês (1910-1955), médico veterinário casado com Carmen Mendes Barata Caseiro Aboim Inglês (1911-1990), Henrique Lopes de Aboim Inglês e Armando Lopes de Aboim Inglês. Era ainda avô paterno de Carlos Hahnemann Saavedra de Aboim Inglês (1930-2002), militante e dirigente do Partido Comunista Português.